# Бобракова, Ия Петровна
Ия Петровна Бобракова (28 декабря 1927, Пажга, Автономная область Коми (Зырян) — 31 марта 2012, Сыктывкар) — советская и российская театральная актриса, народная артистка Российской Федерации (1994), художественный руководитель и главный режиссёр Государственного театра оперы и балета Республики Коми (1990—2011).

## Биография
Родилась в с. Пажга (ныне — в Сыктывдинском районе Республики Коми).
В 1947 году окончила дирижерско-хоровое отделение, в 1950 году — вокальное отделение Сыктывкарского музыкального училища. В 1955 году — вокальный, в 1963 году — оперно-режиссёрский факультет Ленинградской государственной консерватории.
- 1963—1967 годы — режиссёр-постановщик Республиканского музыкального театра Коми АССР,
- 1967—1970 годы — старший преподаватель кафедры оперной подготовки Молдавской государственной государственной консерватории,
- 1970—1975 годы — режиссёр и главный режиссёр Республиканского музыкального театра Коми АССР,
- 1975—1976 годы — заместитель министра культуры Коми АССР,
- 1976—1980 годы — главный режиссёр Республиканского музыкального театра,
- 1980—1990 годы — художественный руководитель Коми Республиканской филармонии,
- 1990—2011 годы — художественный руководитель и главный режиссёр Государственного театра оперы и балета РК, на сцене которого поставила 28 спектаклей.

## Награды и звания
- Народная артистка Российской Федерации (1 декабря 1994) — за большие заслуги в области искусства
- Заслуженный деятель искусств РСФСР (1982).
- Заслуженный деятель литературы и искусства Коми АССР (1971).
- Лауреат Государственной премии Республики Коми (1997, 2011).